# 통널 교회

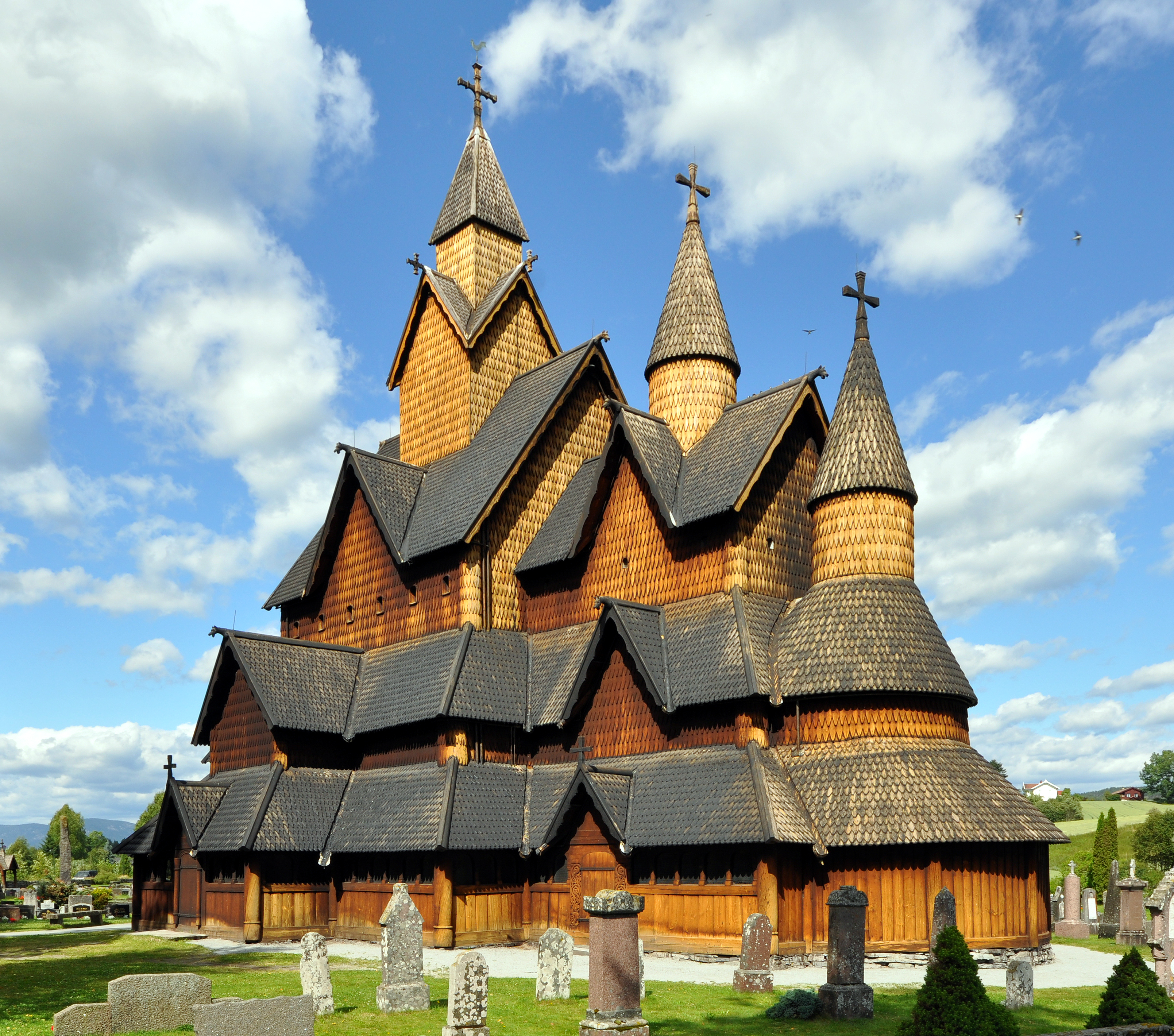
유네스코 세계문화유산으로 지정된 통널 교회, 노르웨이 문화유산

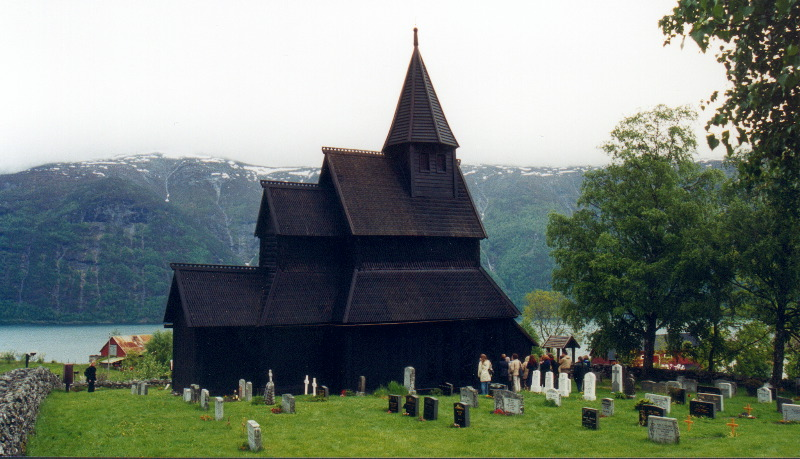
유네스코 세계문화유산으로 지정된 우르네스 통널 교회

통널 교회(뉘노르스크: stavkyrkje, 영어: stave church)는 북서 유럽에서 발견되는 중세 교회당의 한 형태이며, 목조 교회의 일종이다. 목골조 가구식구조를 이용해 지어졌다는 공통점이 있다. 원래는 북유럽 여러 곳에 널리 퍼져 있었으나 현재 남아있는 통널 교회들은 대부분 노르웨이에 있다. 노르웨이 바깥에 남아있는 통널 교회는 스웨덴에 1개, 독일에 1개, 폴란드에 1개가 있을 뿐이다.

## 같이 보기
- 목조 교회